# عبرتين (الرجم)

تعديل مصدري - تعديل

عبرتين هي إحدى قرى عزلة البشاري بمديرية الرجم التابعة لمحافظة المحويت، بلغ تعداد سكانها 246 نسمة حسب تعداد اليمن لعام 2004.